# Episodi di Lou Grant (prima stagione)
La prima stagione della serie televisiva Lou Grant è stata trasmessa in anteprima negli Stati Uniti d'America dalla CBS tra il 20 settembre 1977 e il 20 marzo 1978.
| nº | Titolo originale | Titolo italiano | Prima TV USA      | Prima TV Italia |
| -- | ---------------- | --------------- | ----------------- | --------------- |
| 1  | Cophouse         |                 | 20 settembre 1977 |                 |
| 2  | Hostages         |                 | 27 settembre 1977 |                 |
| 3  | Hoax             |                 | 4 ottobre 1977    |                 |
| 4  | Henhouse         |                 | 11 ottobre 1977   |                 |
| 5  | Nazi             |                 | 18 ottobre 1977   |                 |
| 6  | Aftershock       |                 | 25 ottobre 1977   |                 |
| 7  | Barrio           |                 | 1º novembre 1977  |                 |
| 8  | Scoop            |                 | 8 novembre 1977   |                 |
| 9  | Judge            |                 | 15 novembre 1977  |                 |
| 10 | Psych-Out        |                 | 22 novembre 1977  |                 |
| 11 | Housewarming     |                 | 29 novembre 1977  |                 |
| 12 | Takeover         |                 | 6 dicembre 1977   |                 |
| 13 | Christmas        |                 | 13 dicembre 1977  |                 |
| 14 | Airliner         |                 | 3 gennaio 1978    |                 |
| 15 | Sports           |                 | 10 gennaio 1978   |                 |
| 16 | Hero             |                 | 17 gennaio 1978   |                 |
| 17 | Renewal          |                 | 30 gennaio 1978   |                 |
| 18 | Sect             |                 | 6 febbraio 1978   |                 |
| 19 | Scandal          |                 | 13 febbraio 1978  |                 |
| 20 | Spies            |                 | 27 febbraio 1978  |                 |
| 21 | Poison           |                 | 6 marzo 1978      |                 |
| 22 | Physical         |                 | 20 marzo 1978     |                 |